# گورچتسا (استان پودلاسکی)
گورچتسا (به لاتین: Gorczyca) یک روستا در لهستان است که در گمینا پواسکا واقع شده‌است. گورچتسا ۱۸۰ نفر جمعیت دارد.